# Bady Minck
Bady Minck (Ettelbruck, 21 de desembre de 1956) és una productora i directora de cinema luxemburguesa.

## Biografia
Va estudiar escultura a l'Acadèmia de Belles Arts i cinema experimental de la Universitat d'Arts Aplicades de Viena. El seu treball ha estat exhibit en festivals de cinema internacionals -per exemple, Cannes, Berlín, Toronto, Sundance, Rotterdam, Locarno- i exposat en museus com el Centre Pompidou a París. És membre fundador de les empreses de producció cinematogràfica Amour Fou Vienna (Viena) i Amour Fou Luxembourg (Luxemburg). Viu i treballa a Viena i Luxemburg.
El 2009, va ser membre jurat del Festival Internacional de Cinema de Venècia.

## Filmografia
- 2017 MappaMundi, 45 min. Premiere: Sundance 2017
- 2008 Schein Sein, 8 min. Premiere: Berlinale 2008
- 2007 Free Radicals, 90 min. with Bernhard Zachhuber, Premiere: Biennal de Venècia 2007[1]
- 2007 Das Sein und das Nichts, 10 min. Premiere: Rotterdam IFF 2007
- 2006 Roll over Mozart, 1 min. Premiere: Rotterdam IFF 2006
- 2005 La Belle est la Bête, 3 min. Premiere: Rotterdam IFF 2005
- 2003 Im Anfang war der Blick., 45 min. Premiere: Festival de Canes 2003[1]
- 1996 Mécanomagie, 16 min. Premiere: Rotterdam IFF 1997
- 1995 Attwengers Luft, 3 min, Premiere: Locarno IFF 1996
- 1988 Der Mensch mit den modernen Nerven, 8 min. with Stefan Stratil, Premiere: Festival de Canes 1989[1]